# Chilaw
Chilaw (හලාවත/Halāvata en singalès i சிலாபம் /Cilāpam en tàmil) és una ciutat del districte de Puttalam, Província Nord-Occidental, Sri Lanka. És governat per un consell urbà.

## La visita de Mahatma Gandhi
Mahatma Gandhi, el 'Pare de l'Índia,' va visitar Chilaw el novembre de 1927 en el seu primer i únic viatge a Sri Lanka llavors anomenat Ceilan. Gandhi va ser convidat a Chilaw pels lluitadors per la llibertat Charles Edgar Corea i el seu germà Victor Corea que van viure en la ciutat. Els germans van fundar la 'Chilaw Association' i el Congrés Nacional de Ceilan i van fer campanya per la independència de Ceilan. Els Corea han tingut una relació forta amb Chilaw.

## Catedral de Chilaw, Nostra Senyora de Mont Carmel
La catedral de la diòcesi de Chilaw té una història de més de dos segles. Hi ha una llegenda sobre l'estàtua de la catedral de Nostra Senyora de Mont Carmel: aquest incident va passar fa més de 200 anys; en aquell període la majoria de l'àrea de Chilaw estava coberta pel bosc; una dona va entrar buscant llenya i van sentir un so d'una senyora que parlava, "Si us plau agafeu-me"; van parar la seva feina i va entrar recerca del so increïble; una estàtua de Maria era en un arbre; la van agafar i la van entregar al sacerdot parroquial que va reconèixer l'estàtua que fou Nostra Senyora de Mont Carmel i seria la mateixa estàtua que és ara a la catedral. La festa de Nostra Senyora de Mont Carmel se celebra cada any al juliol. Durant les festes de Nostra Senyora de Mont Carmel la ciutat és plenament decorada com homenatge a la Mare de Déu. Tothom en la ciutat va en grup a celebrar la festa junts.

## Munneswaram Temple

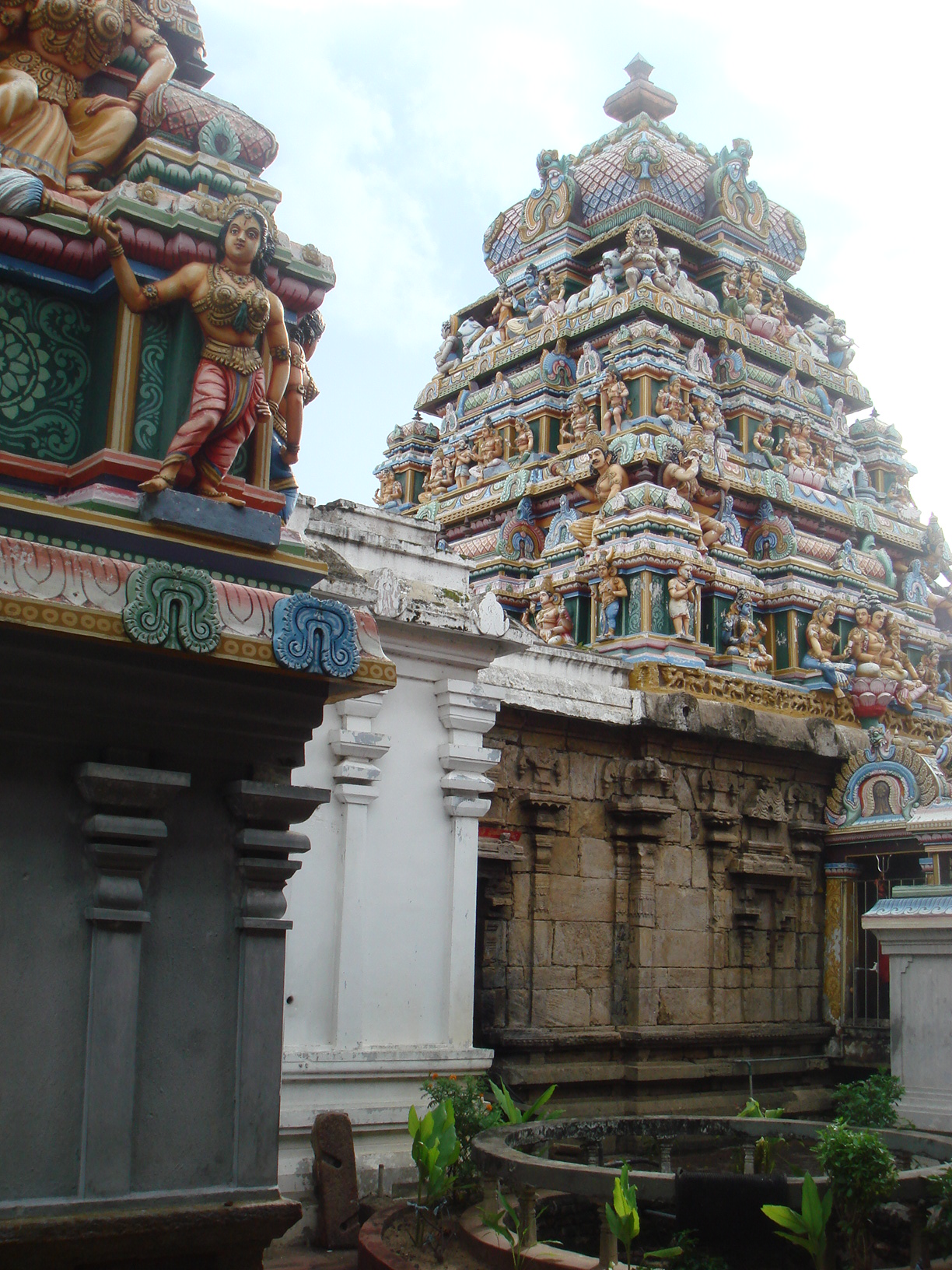
Milers de pelegrins, visitants i turistes van a Chilaw per assistir al Festival anual Munneswaram al temple de Munneswaram en la ciutat.

Els turistes visiten el temple hindu de Munneswaram, situat a la divisió Demala Pattuva ("Divisió tàmil"), una regió del districte de Puttalam. Cada any grups de persones van a Chilaw per participar en el festival de Munneswaram. Durant el festival de Munneswaram. Els comerciants venen animals puntats com el cérvol fets d'argila com el cérvol, caixes o tambors de ma tradicionals (raban) en parades distribuïdes per tot arreu la ciutat, .
Els festivals principals celebrats al temple inclouen el Navarathri i el Sivarathri. El primer és un festival de nou dies en honor de la deessa principal, mentre el segon és en honor de Xiva. A més d'aquests dos festivals, el temple té un festival seu propi, el Munneswaram, que dura quatre setmanes i hi participen hindus i budistes.

## Mapes
- Mapa detallat de Chilaw i Sri Lanka